# Timothy Snyder

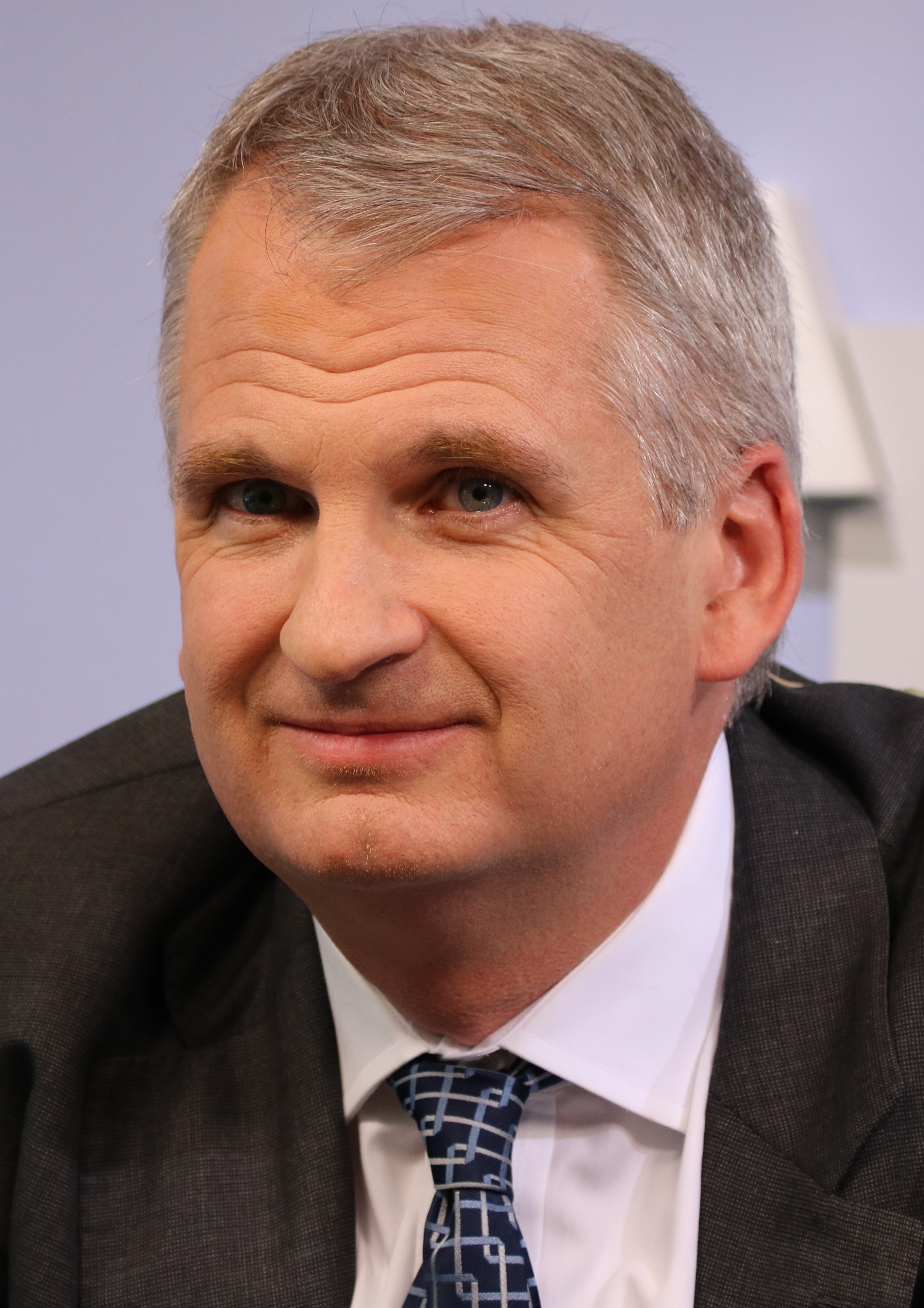
Timothy Snyder (2015)

Timothy David Snyder (* 18. August 1969 bei Dayton, Ohio) ist ein US-amerikanischer Historiker. Er ist seit 2001 Professor an der Yale University (beurlaubt) und seit 2025 an der Munk School of Global Affairs & Public Policy der Universität Toronto, ist Permanent Fellow am Wiener Institut für die Wissenschaften vom Menschen und Senior Fellow for Democracy beim Council on Foreign Relations. Seine Forschungsschwerpunkte sind Osteuropäische Geschichte und Holocaustforschung.

## Akademische Laufbahn
Snyder studierte von 1987 bis 1991 Europäische Geschichte und Politikwissenschaft an der Brown University in Providence, Rhode Island, und wurde 1997 als British Marshall Scholar an der University of Oxford promoviert. Nach Forschungsaufenthalten am Centre national de la recherche scientifique in Paris (1994–1995) und dem Olin Institute for Strategic Studies der Harvard University (1997) war er von 1998 bis 2001 Academy Scholar am Center for International Affairs in Harvard. Snyder verbrachte auch mehrere Forschungsaufenthalte am Institut für die Wissenschaften vom Menschen (IWM) in Wien, wo er seit 2008 Permanent Fellow ist und den Forschungsschwerpunkt „Vereintes Europa – Geteilte Geschichte“ leitet.
Seit 2001 ist Snyder Bird White Housum Professor für Geschichte an der Yale University. Für seine geschichtswissenschaftlichen Arbeiten erhielt er mehrfach Auszeichnungen, darunter 2003 den George Louis Beer Prize der American Historical Association. Er ist auch Mitglied des Zentrums Liberale Moderne und Vorsitzender des Akademischen Beirats der Ukrainian History Global Initiative.
Im März 2025 wurde berichtet, dass er die USA u. a. wegen Donald Trumps zweiter Amtszeit verlassen hätte, um nach Kanada zu ziehen. In einem Interview zum 100. Tag der zweiten Trump Präsidentschaft, korrigierte er, dass er bereits in der vergangenen Amtszeit umgezogen sei. Dies begründete er in einen guten Angebot aus Toronto.
Dafür ließ er sich von der Yale University beurlauben. Er lehrt nun an der zur Universität Toronto gehörenden Munk School of Global Affairs & Public Policy, wo er den Lehrstuhl für Moderne Europäische Geschichte innehat. Seine Frau, die Osteuropaforscherin Marci Shore, erklärte im März 2025 zum Wechsel nach Kanada, dass sowohl persönliche als auch politische Gründe zu der Entscheidung geführt hätten. Toronto und die Munk School seien „sehr attraktive Orte, selbst wenn man den amerikanischen Abstieg in den Faschismus außer Acht“ lasse. Natürlich aber habe bei der Entscheidung „die amerikanische Katastrophe eine Rolle gespielt“.

## Privates
Snyder ist verheiratet mit der Historikerin Marci Shore (* 1972), die ebenfalls an der Yale University lehrte und seit März 2025 einen Stiftungslehrstuhl für European Intellectual History an der Munk School of Global Affairs & Public Policy der University of Toronto bekleidet.

## Werke
In seiner Oxforder Dissertation befasste er sich mit Kazimierz Kelles-Krauz (1872–1905), einem polnisch-litauischen Intellektuellen, der im russischen Teilungsgebiet Polens aufwuchs, in Paris studierte und in Wien eine innovative Theorie des Nationalismus ausarbeitete. In einem weiteren Buch gab er das abenteuerliche Leben von Wilhelm von Habsburg (1895–1948) wieder, der sich als polnischer Thronanwärter zu einem Ukrainophilen entwickelte und in einem sowjetischen Gefängnis verstarb.
Snyder schreibt regelmäßig Beiträge für The New York Review of Books und The New York Review of Books Blog. Seine Buchrezensionen erscheinen in der Literaturbeilage der Times und akademischen Zeitschriften wie Slavic Review, Historically Speaking, American Historical Review, Journal of Modern History, Journal of Cold War Studies und The International History Review. Artikel von Timothy Snyder sind u. a. in folgenden Magazinen und Zeitschriften erschienen: Prospect, Transit, Die Presse, Christian Science Monitor, The Guardian, Chicago Tribune, Boston Globe, The New York Times und The New Republic.

### Bloodlands
Snyders 2010 veröffentlichtes Buch Bloodlands, das Massenmorde und Vernichtungspolitik durch das nationalsozialistische und das stalinistische Regime in den Jahren von 1933 bis 1945 erörtert, wurde in 28 Sprachen übersetzt und erhielt zahlreiche Preise, darunter den Leipziger Buchpreis zur Europäischen Verständigung sowie den Ralph-Waldo-Emerson-Preis. Mit dem Begriff „Bloodlands“ meint Snyder ein Gebiet, das das östliche Polen, Belarus, den Westteil Russlands, das Baltikum, Teile der Ukraine sowie das frühere Ostpreußen umfasst: Hier seien die höchsten Opferzahlen unter der Zivilbevölkerung durch die beiden Regime zu verzeichnen gewesen. Dies sei möglich geworden, so eine zentrale These des Buchs, weil sowohl Hitlers als auch Stalins Regime zunächst die eigenstaatlichen Strukturen der besetzten Länder zerstört hätten, was deren Bewohner jedes Schutzes beraubte und es den Aggressoren ermöglichte, die Gebiete wie Kolonien zu behandeln und auszubeuten.
Den Holocaust verortet Snyder als eines von mehreren im Frühsommer 1941 geplanten großen Ausrottungsprojekten der NS-Führung neben dem Vernichtungskrieg gegen die UdSSR, dem Hungerplan gegen deren Einwohner sowie dem Generalplan Ost. Bei der Betrachtung des Holocaust selbst plädiert er für eine stärkere Fokussierung auf die Aktion Reinhardt, da sie mit ihren Vernichtungslagern Belzec, Sobibor und Treblinka noch mehr Opfer als das Vernichtungslager Auschwitz gefordert habe und eine angemessene Sicht auf den Aspekt ermögliche, dass die Mehrheit der ermordeten Juden aus Osteuropa stammte.
In einer ausführlichen Kritik wirft der am Institut für Zeitgeschichte arbeitende Historiker Jürgen Zarusky Snyder vor, mit dem Begriff „Bloodlands“ keine historische Landschaft und das Geschehen in ihr zu beschreiben, sondern ein Konstrukt zu entwickeln, das historisch zusammenhängende Phänomene teils zerschneide, teils künstlich aufeinander beziehe. Snyder überbetone zudem vermeintliche Ähnlichkeiten von NS-Herrschaft und Stalinismus. Auch andere Kritiker bemängeln, Snyder betreibe in dem Buch eine zu starke Gleichsetzung der beiden Diktaturen. Snyder selbst argumentiert in Bloodlands und anderen Publikationen, dass die Einbettung der Geschehnisse in den historischen und regionalen Kontext sowie das Wissen um die Funktionsweisen anderer Regime notwendig seien, um den spezifischen Charakter des Holocaust und des Hitler-Regimes besser verstehen zu können.

### Nachdenken über das 20. Jahrhundert
Sein 2013 erschienenes Buch Nachdenken über das 20. Jahrhundert entstand aus zahlreichen Gesprächen mit seinem 2010 verstorbenen Freund und Historikerkollegen Tony Judt, der vor dem Hintergrund seiner eigenen Familiengeschichte Bilanz der großen politischen Ideen der Moderne zog.

### Black Earth
Sein 2015 erschienenes Buch Black Earth: The Holocaust as History and Warning stellte er im Oktober 2015 auf einer Lesereise im deutschen Sprachraum vor. Eine Hauptthese des Buches verweist auf die Bedeutung der Staatlichkeit: Juden waren unter deutscher Besatzung vor allem dann in Gefahr, wenn ihr eigener Staat zusammengebrochen war, wie im Falle Polens. In Ländern mit andauernder Staatlichkeit, wie Dänemark, konnten die eigenen jüdischen Staatsbürger besser beschützt werden.

### Über Tyrannei: 20 Lektionen für den Widerstand
Im Februar 2017 veröffentlichte Snyder On Tyranny (Deutsch: Über Tyrannei: Zwanzig Lektionen für den Widerstand), das maßgeblich eine Reaktion auf die US-Präsidentschaftswahl 2016, aus der Donald Trump als Sieger hervorging, darstellt. In dem Buch formuliert Snyder 20 Lektionen aus der Geschichte des 20. Jahrhunderts und stellt konkrete Schritte vor, mit denen sich (hauptsächlich US-amerikanische) Leser gegen einen möglichen Zusammenbruch der Demokratie und die Herrschaft eines totalitären Regimes verteidigen könnten. Seine Lektionen basieren hauptsächlich auf der Machtübernahme der Nationalsozialisten und der folgenden Gleichschaltungs- und Vernichtungspolitik des Regimes sowie auf den Erfahrungen mit der kommunistischen Gewaltherrschaft in Osteuropa zur Zeit des Kalten Krieges. Das Buch ist eine außergewöhnlich direkte Kritik an der Politik Donald Trumps und wurde schnell zu einem New-York-Times-Bestseller.
Nach Snyders Emigration nach Kanada kritisierte ihn Artur Weigandt im April 2025 in der Welt dafür, entgegen den Prinzipien seines Buchs zu handeln. Weigandt warf Snyder vor, autoritären Tendenzen zwar rhetorisch entgegenzutreten, sich in der Praxis jedoch zurückzuziehen, während er anderen zum Ausharren und Widerstand rate.

## Politische Stellungnahmen
Zur US-Politik äußerte sich Snyder nicht öffentlich, bis Donald Trump Politiker wurde.
Er schrieb kurz nach der US-Präsidentschaftswahl 2016 einen Artikel, der den Aufstieg von Adolf Hitler beschreibt und Parallelen zum Aufstieg von Donald Trump zum US-Präsidenten hervorruft.
Im Februar 2017, zwei Wochen nach Trumps Amtsantritt als US-Präsident, äußerte Snyder unter anderem: „Wenn Bannon sagt, er wolle den Staat zerstören, dann können viele sich das nicht vorstellen. Ich fürchte, dass die meisten Amerikaner den Ernst der Lage verkennen und das hier für eine weitere rebellische Phase halten.“
Seit dem Beginn des russischen Kriegs in der Ukraine im Jahr 2014 hat Snyder zahlreiche Zeitungsartikel zu diesem Thema geschrieben. Wenige Wochen nach der Krim-Annexion organisierte er in Kiew eine Konferenz, an der auch Schriftsteller und Intellektuelle teilnahmen. Nach dem Überfall am 24. Februar 2022 reiste er im September nach Kiew, traf Präsident Wolodymyr Selenskyj und startete ein Crowd-Funding für die Beschaffung eines Abwehrsystems, um russische Kamikaze-Drohnen abzuwehren. Seine Deutung des russischen Überfalls auf die Ukraine ruht auf zwei Konzepten, die aus seiner Arbeit an „Bloodlands“ stammen: Erstens bezeichnet er den Putinismus als „schizo-faschistisch“, weil die russischen Machthaber die ukrainische Regierung als „faschistische Junta“ bezeichnen, aber selbst Faschisten seien. Vier Monate nach dem Beginn des russischen Überfalls auf die Ukraine kritisierte er eine Aussage von Jürgen Habermas zur Bedeutung der Atomwaffen in der internationalen Politik als „äußerst gefährlich“: Eine „Stilisierung der Atomwaffen zu geheiligten Objekten, die ihrem Besitzer Unbesiegbarkeit [verleihe]“, komme einer „Propaganda für deren Weiterverbreitung“ gleich. Im Januar 2023 schrieb Snyder, Russland verfolge neben den militärischen Operationen eine ehrgeizige Politik rassischer Umgestaltung. Das Ziel heiße „Selbstreinigung“ – um den Preis auch eines Genozids am angeblichen ukrainischen „Brudervolk“.
Snyder kritisierte die Hybris westlicher Außenpolitik gegenüber Russland angesichts wirtschaftlicher Überlegenheit und stellte Putins Strategie der Desinformation und hybriden Kriegsführung dagegen: „Die russische Prämisse ist: Wirtschaftlich können wir nicht mithalten. Wir sind abhängig von Öl- und Gasexporten. Da es fast unmöglich sein wird, den Abstand aufzuholen, müssen nicht wir stärker werden, sondern die anderen schwächer.“
Im August 2023 war Snyder einer der Unterzeichner der Petition „The Elephant in the Room“, die Israels Besetzung der Palästinensergebiete als ein Apartheid-Regime verurteilte.

## Preise und Auszeichnungen
Im Dezember 2013 erhielt Snyder den von der Hansestadt Bremen und der Heinrich-Böll-Stiftung gemeinsam vergebenen Hannah-Arendt-Preis für politisches Denken, die Laudatio hielt Gerd Koenen. Er wurde mit dem Antonowytsch-Preis 2014 ausgezeichnet. Im April 2017 erhielt Snyder das renommierte Guggenheim-Stipendium. 2020 wurde Snyder mit dem Österreichischen Ehrenkreuz für Wissenschaft und Kunst ausgezeichnet und 2025 zum Mitglied der American Philosophical Society gewählt.

## Schriften (Auswahl)
- The Economic Crisis of Perestroika. Council on Economic Priorities, 1991.
- Nationalism, Marxism, and Modern Central Europe: A Biography of Kazimierz Kelles-Krauz, 1872–1905. Harvard Ukrainian Research Institute/Harvard University Press, 1997.
- Hrsg. mit Peter Andreas: The Wall Around the West. State Borders and Immigration Controls in Europe and North America. Rowman and Littlefield, Lanham 2000.
- The Reconstruction of Nations. Poland, Ukraine, Lithuania, Belarus, 1569–1999. Yale University Press, New Haven 2003.
- The Causes of Ukrainian-Polish Ethnic Cleansing 1943. In: Past & Present, Nr. 179 (Mai, 2003), S. 197–234.
- Sketches from a Secret War. A Polish Artist’s Mission to Liberate Soviet Ukraine. Yale University Press, New Haven 2005.
- The Red Prince. The Secret Lives of a Habsburg Archduke. Basic Books/Random House, New York 2008.[27]
  - Der König der Ukraine. Die geheimen Leben des Wilhelm von Habsburg. Aus dem Amerikanischen von Brigitte Hilzensauer. Zsolnay, Wien 2009, ISBN 978-3-552-05478-3.
- Bloodlands. Europe between Hitler and Stalin. Basic Books, New York 2010, ISBN 978-0-465-00239-9.[28] (das Buch wurde in die Liste der 100 Bücher, die helfen, die Ukraine zu verstehen, aufgenommen[29])
  - Bloodlands. Europa zwischen Hitler und Stalin. C.H. Beck, München 2011, ISBN 978-3-406-62184-0.[30]
- Der Holocaust. Die ausgeblendete Realität. In: Eurozine, 18. Februar 2010 (zuerst als Holocaust: The Ignored Reality. In: The New York Review of Books, 16. Juli 2009; ins Deutsche übersetzt von Ulrich Enderwitz, gedruckt in: Transit, Heft 38, 2009, S. 6–19).
- Timothy Snyder: Gott ist Russe. 26. Juni 2018, abgerufen am 9. Mai 2022 (übersetzt von Andreas Wirthensohn. First published by New York Review of Books 5 April 1028 (English Version), Eurozine (German Version)).
- Tony Judt, mit Timothy Snyder: Nachdenken über das 20. Jahrhundert. Aus dem Englischen von Matthias Fienbork. Hanser, München 2013, ISBN 978-3-446-24139-8.
- Black Earth: The Holocaust as History and Warning. Tim Duggan Books, New York City 2015, ISBN 978-1-101-90345-2. (das Buch wurde in die Liste der 100 Bücher, die helfen, die Ukraine zu verstehen, aufgenommen)
  - Black Earth. Der Holocaust und warum er sich wiederholen kann. Übersetzung aus dem Englischen von Ulla Höber, Karl Heinz Siber, Andreas Wirthensohn. Beck, München 2015, ISBN 978-3-406-68414-2.[31]
- On Tyranny: Twenty Lessons from the Twentieth Century. Tim Duggan Books, New York 2017, ISBN 978-0-8041-9011-4.
  - Über Tyrannei. Zwanzig Lektionen für den Widerstand. Übersetzung aus dem Amerikanischen von Andreas Wirthensohn. Beck, München, 2017, ISBN 978-3-406-71146-6.
- Timothy Snyder: Der Weg in die Unfreiheit: Russland, Europa, Amerika. Beck C. H., München 2018, ISBN 978-3-406-72501-2 (Rezension – amerikanisches Englisch: The Road to Unfreedom: Russia, Europe, America. 2018. Übersetzt von Ulla Höber und Werner Roller, Erstausgabe:  2018).
- Our Malady: Lessons in Liberty and Solidarity. Penguin Random House, New York 2020.
  - Die amerikanische Krankheit – Vier Lektionen der Freiheit aus einem US-Hospital. Übersetzung aus dem Amerikanischen von Andreas Wirthensohn. Beck, München 2020, ISBN 978-3-406-76136-2.
- Und wie elektrische Schafe träumen wir. Humanität, Sexualität, Digitalität (Reihe Passagen Thema). Übersetzung Andreas Wirthensohn, Passagen Verlag, Wien 2020, ISBN 978-3-7092-0412-2.

- On Freedom. Random House, New York 2024, ISBN 978-0-593-72872-7.
  - Über Freiheit. Übersetzung aus dem Englischen von Andreas Wirthensohn. Verlag C.H. Beck, München 2024, ISBN 978-3-406-82140-0.

## Interviews
- Josef Kirchengast: „Nicht die Nazis durch die Sowjets erklären“. „Bloodlands“-Autor und Yale-Historiker Snyder über Hürden und Kriterien moderner Geschichtsschreibung. Interview mit Timothy Snyder. In: Der Standard, 6. Dezember 2010.
- Spiegel-Gespräch: „Ein Apparat effizienten Tötens“. In: Der Spiegel Nr. 28/2011, 10. Juli 2011, S. 46–48.
- Historiker Snyder über Trump – „Natürlich fürchte ich mich“. In: FR.de, 12. März 2017
- „Russland hat einen Cyberkrieg gewonnen“. In: Tagesspiegel.de, 28. Juni 2017
- „Donald Trump bettelt geradezu um Gewalt“. In: Zeit.de, 2. September 2020
- „Gesundheitsfürsorge hängt eng mit Freiheit zusammen“. In: BR.de, 16. November 2020
- „Trumps Erbe ist die große Lüge“. In: Deutschlandfunk.de, 22. Januar 2021
- „Ich traue Trump jederzeit einen Putschversuch zu“. In: t-online.de, 9. November 2021
- „Was immer Trump und Putin vereinbaren, könnte schreckliche Folgen haben“. In: Stern, 20. Februar 2025, S. 52 ff.
- „Wir leben im Jahr 1938“. In: Spiegel Geschichte, 20. März 2025